# Konstanty Ireneusz Łubieński
Konstanty Ireneusz Łubieński herbu Pomian (ur. 19 lutego 1825 w Warszawie, zm. 16 czerwca 1869 w Niżnym Nowogrodzie) – hrabia, duchowny rzymskokatolicki, biskup diecezjalny sejneński w latach 1863–1869.

## Życiorys
Urodził się 19 lutego 1825 w Warszawie. Syn Henryka i Ireny z Potockich, brat Edwarda i Juliana, bratanek Tadeusza, biskupa pomocniczego kujawsko-kaliskiego. Studia odbył w Kielcach i w Warszawie. 2 czerwca 1849 przyjął święcenia diakonatu, a 15 lipca 1849 prezbiteratu.
Pełnił posługę kapłańską w parafii Świętego Krzyża w Warszawie, w Wiskitkach i w parafii św. Katarzyny w Petersburgu. W 1860 został proboszczem w Rewlu. Okazywał ugodową postawę wobec rządu rosyjskiego, nie popierał powstańczego ruchu narodowego.
16 marca 1863 papież Pius IX prekonizował go biskupem diecezjalnym diecezji sejneńskiej. Z powodu wykazywania krytycznej postawy wobec powstania styczniowego miał trudności z uzyskaniem święceń biskupich, które otrzymał dopiero 20 grudnia 1863 w katedrze Świętej Trójcy w Janowie Podlaskim. Konsekrował go Piotr Paweł Szymański, biskup diecezjalny podlaski, w asyście Józefa Twarowskiego, biskupa pomocniczego podlaskiego, i Henryka Ludwika Platera, biskupa pomocniczego warszawskiego. Zawczasu, 3 października 1863, odbył ingres do katedry Nawiedzenia Najświętszej Maryi Panny w Sejnach. Przyczynił się do renowacji kościoła katedralnego i budowy pałacu biskupiego.
Za wyrażenie sprzeciwu wobec wysłania delegata do rządowego Kolegium Rzymskokatolickiego w Petersburgu został 31 maja 1869 deportowany w głąb Rosji. Zmarł w drodze 16 czerwca 1869 w Niżnym Nowogrodzie. Jego niespodziewana śmierć wzbudziła podejrzenia, że został otruty.